# 中部天竜駅
中部天竜駅（ちゅうぶてんりゅうえき）は、静岡県浜松市天竜区佐久間町半場にある、東海旅客鉄道（JR東海）飯田線の駅である。

## 概要
飯田線の要所となる駅であり、同線の静岡県内にある駅では唯一の有人駅である。
普通列車は朝を中心に当駅始発の列車が数多く設定されており、特急「伊那路」、快速列車も停車する。かつて運転されていた臨時列車「トロッコファミリー号」の終着駅でもあった。また、二俣線遠江二俣駅（現・天竜浜名湖鉄道天竜浜名湖線天竜二俣駅）から乗入れる「佐久間線」（未成線）の終点に予定されていた。
かつては駅構内に鉄道車両を展示する「佐久間レールパーク」が併設されていたが、2009年に閉園した。
2012年3月17日より、当駅以南（豊橋方面）を走る一部列車がワンマン化された。ただし当駅以北（飯田方面）へ直通する列車は当駅から車掌が乗務することもある。

## 歴史
駅名は、天竜川を挟んだ対岸の地名、中部（なかっぺ）に由来する。中部は現在の行政地名としては「なかべ」と読む。当初は「なかっぺてんりゅう」という読みであったが途中で現在の読みに変更されている。

### 年表
- 1934年（昭和9年）11月11日：三信鉄道線が三信三輪駅（現・東栄駅）から延伸した際の終点佐久間駅（さくまえき、初代）として開設[1]。旅客・貨物を共に扱う一般駅であった[1]。
- 1935年（昭和10年）5月24日：中部天竜駅（）への改称を届出[1]。
- 1936年（昭和11年）11月10日：三信鉄道線が佐久間水窪口停留場（現・佐久間駅）を経て天龍山室駅まで延伸、途中駅となる[2]（ただし佐久間水窪口停留場から先は1955年のルート切り替え時に廃止）。
- 1942年（昭和17年）3月24日：中部天竜駅（）への改称を届出[3]。
- 1943年（昭和18年）8月1日：三信鉄道線が飯田線の一部として国有化され、運輸通信省（後の日本国有鉄道）の駅となる[1]。同時に中部天竜駅（）に改称。
- 1980年（昭和55年）10月1日：専用線発着を除く車扱貨物取扱廃止[1]。
- 1982年（昭和57年）3月31日：車扱貨物取扱全廃[1]。
- 1984年（昭和59年）2月1日：荷物扱い廃止[1]。
- 1987年（昭和62年）4月1日：国鉄分割民営化によりJR東海が継承[1]。
- 1991年（平成3年）4月21日：構内に「佐久間レールパーク」開設[4]。
- 1996年（平成8年）3月16日：特急「伊那路」運転開始。停車駅となる。
- 2009年（平成21年）11月1日：「佐久間レールパーク」閉園。

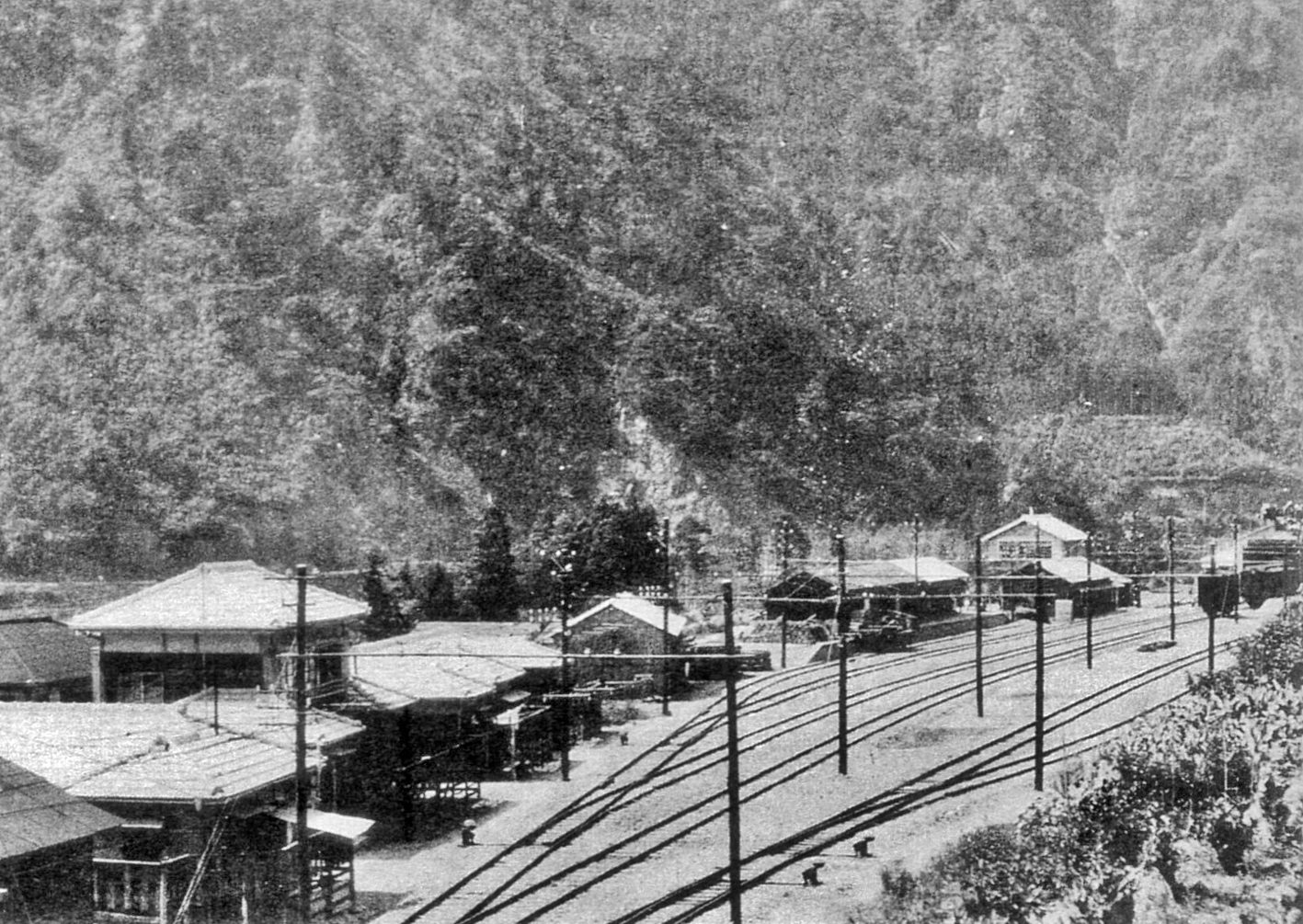
三信鉄道駅時代の構内
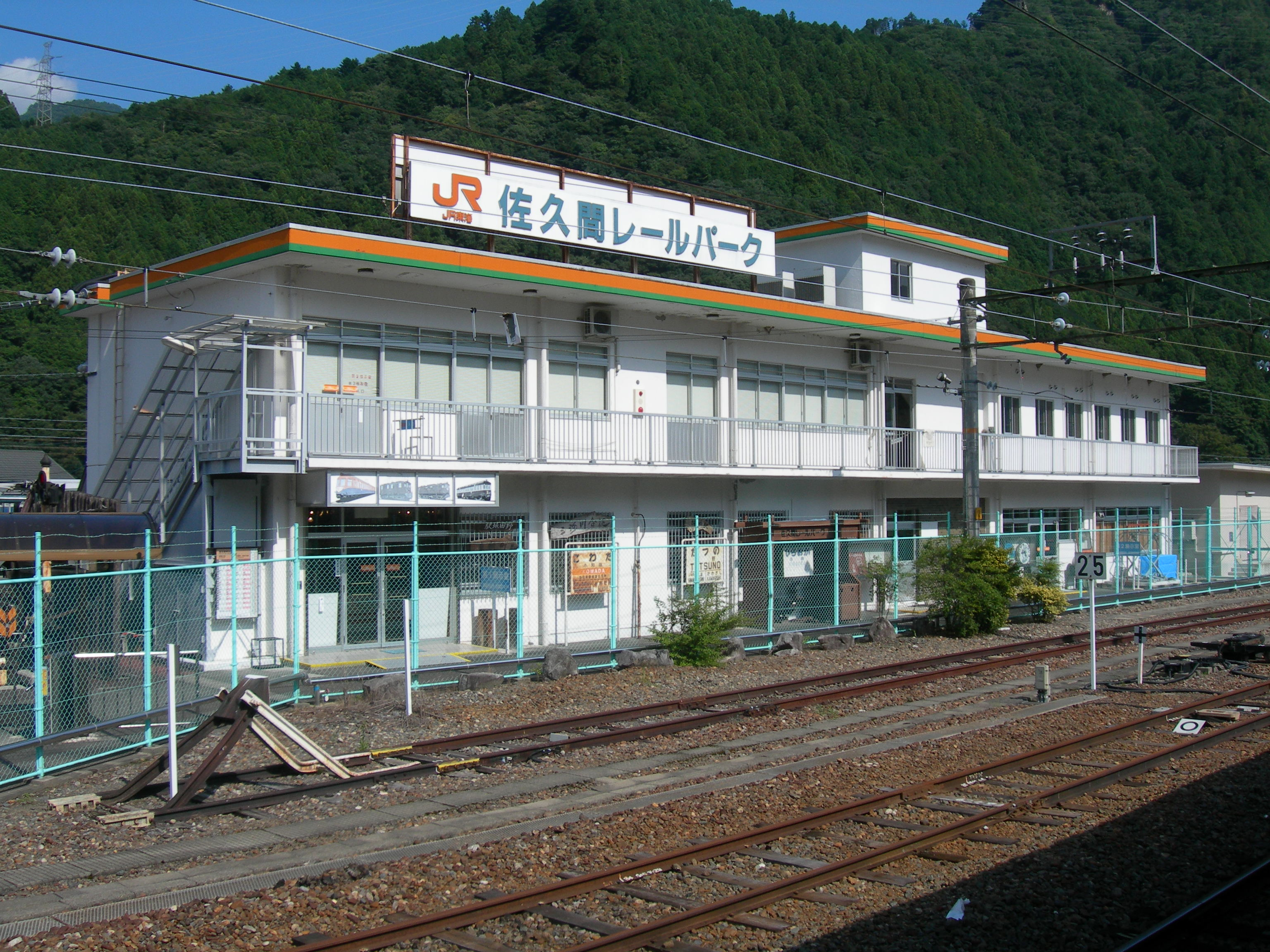
佐久間レールパーク（2008年5月）

## 駅構造
島式ホーム1面2線と側線を有し、列車交換可能な地上駅。駅舎とホームは、ホーム下川合側にある構内踏切で連絡している。
駅長配置駅（直営駅）である。管理駅として、飯田線の静岡県内にある各駅（出馬駅 - 小和田駅間）を管理している。JR全線きっぷうりばがあるが、早朝・夜間は無人となる。
駅舎内には土産物屋、駅構内には旧中部天竜機関区の施設と留置線を利用した佐久間レールパークがあった。駅南西から天竜川を渡り国道473号に出る細い道路があるが、これはかつて当駅から分岐し佐久間周波数変換所へ向かっていた資材輸送用専用線の廃線跡である。

### のりば
| 番線 | 路線      | 方向 | 行先     |
| ---- | --------- | ---- | -------- |
| 1    | CD 飯田線 | 下り | 飯田方面 |
| 2    | CD 飯田線 | 上り | 豊橋方面 |

（出典：JR東海:駅構内図）

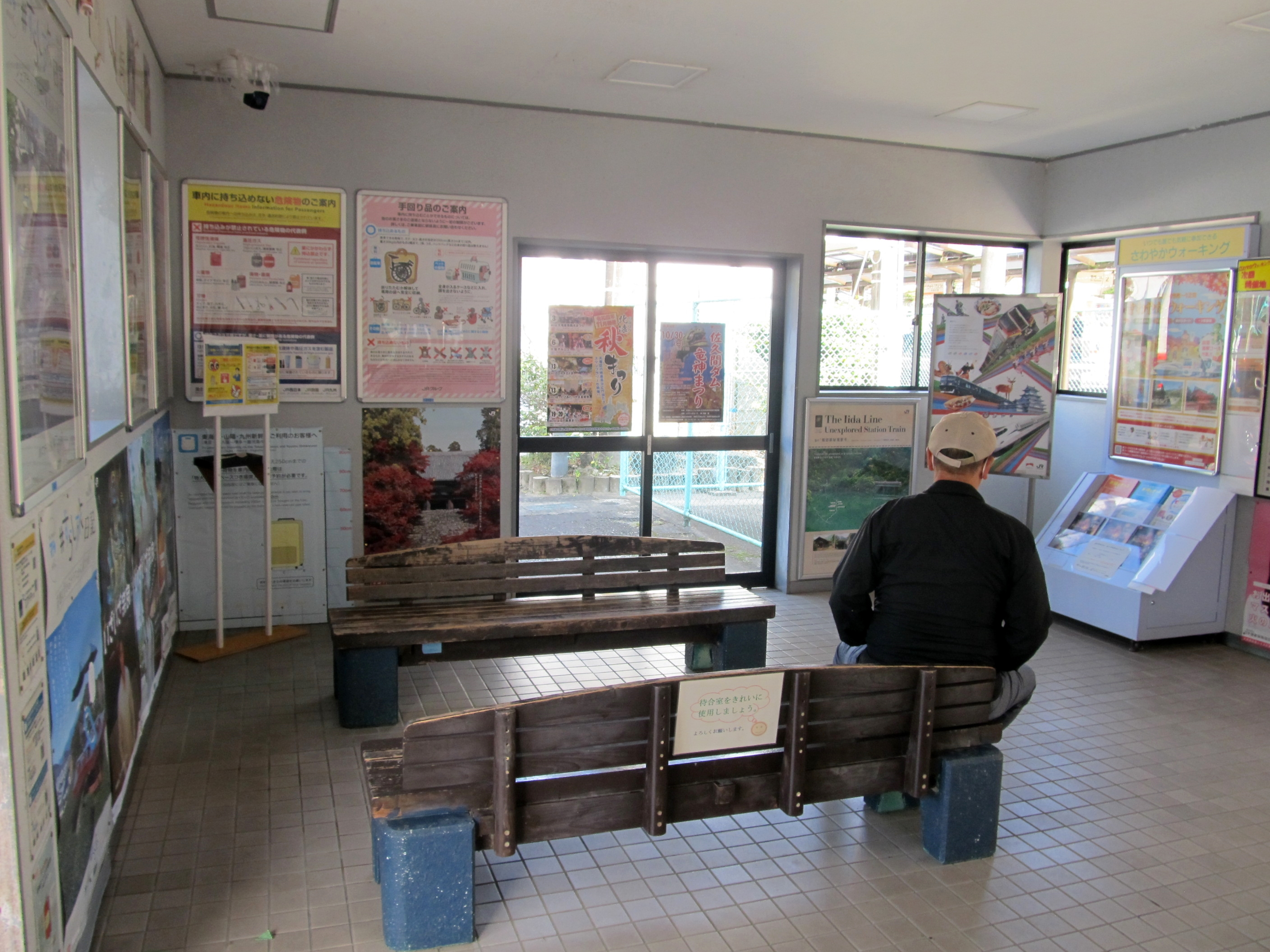
待合室（2022年10月）
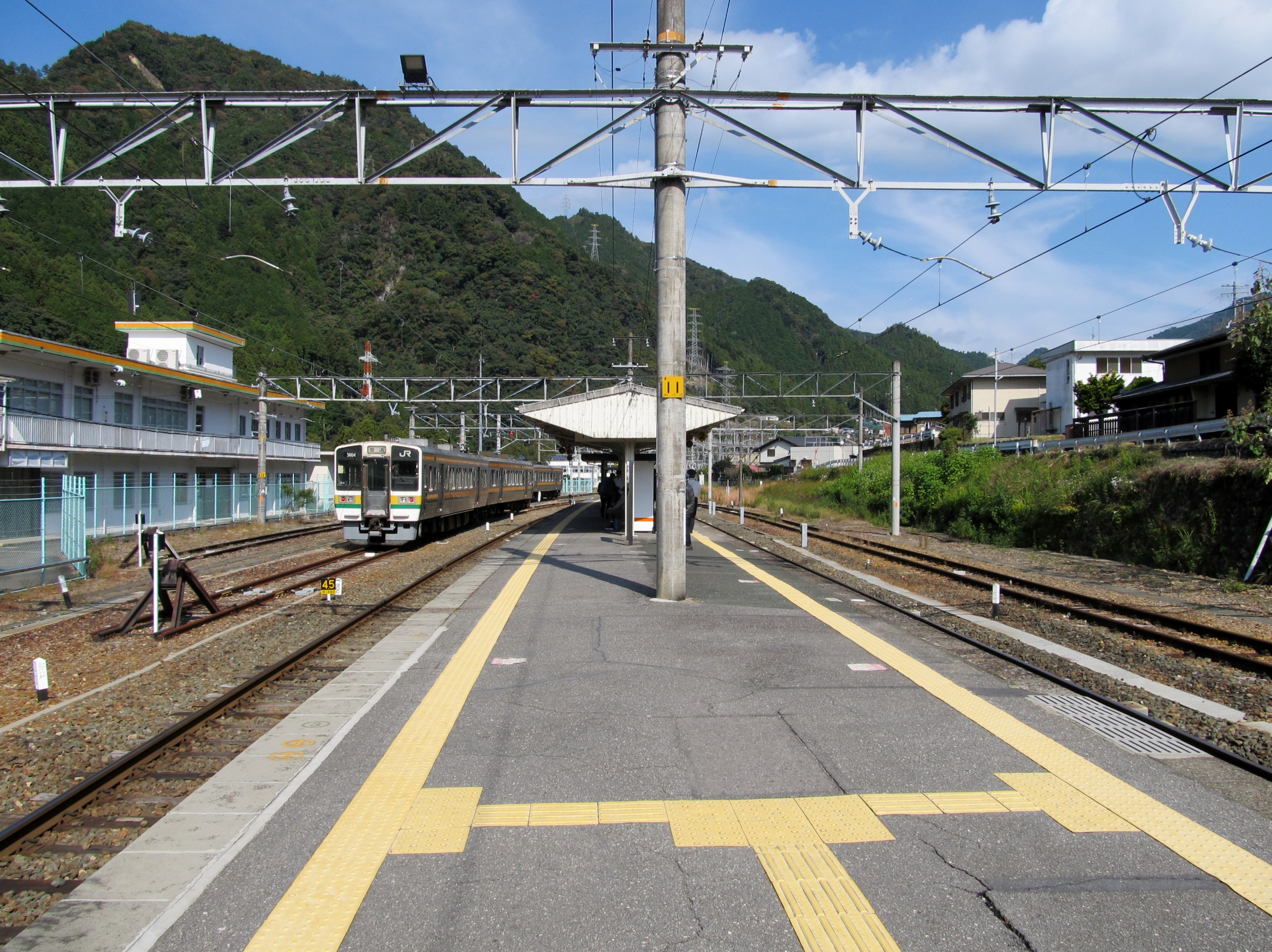
ホーム（2022年10月）

## 利用状況
「静岡県統計年鑑」によると、2021年度（令和3年度）の1日平均乗車人員は65人である。
1993年度（平成5年度）以降の推移は以下の通り。
| 乗車人員推移       | 乗車人員推移     | 乗車人員推移 |
| 年度               | 1日平均 乗車人員 | 出典         |
| ------------------ | ---------------- | ------------ |
| 1993年（平成05年） | 386              | [ 5 ]        |
| 1994年（平成06年） | 350              | [ 5 ]        |
| 1995年（平成07年） | 359              | [ 5 ]        |
| 1996年（平成08年） | 359              | [ 5 ]        |
| 1997年（平成09年） | 361              | [ 5 ]        |
| 1998年（平成10年） | 324              | [ 5 ]        |
| 1999年（平成11年） | 311              | [ 5 ]        |
| 2000年（平成12年） | 273              | [ 5 ]        |
| 2001年（平成13年） | 256              | [ 5 ]        |
| 2002年（平成14年） | 234              | [ 5 ]        |
| 2003年（平成15年） | 242              | [ 5 ]        |
| 2004年（平成16年） | 244              | [ 5 ]        |
| 2005年（平成17年） | 228              | [ 5 ]        |
| 2006年（平成18年） | 227              | [ 5 ]        |
| 2007年（平成19年） | 288              | [ 5 ]        |
| 2008年（平成20年） | 273              | [ 5 ]        |
| 2009年（平成21年） | 289              | [ 5 ]        |
| 2010年（平成22年） | 228              | [ 5 ]        |
| 2011年（平成23年） | 212              | [ 5 ]        |
| 2012年（平成24年） | 188              | [ 5 ]        |
| 2013年（平成25年） | 172              | [ 5 ]        |
| 2014年（平成26年） | 158              | [ 5 ]        |
| 2015年（平成27年） | 170              | [ 5 ]        |
| 2016年（平成28年） | 144              | [ 5 ]        |
| 2017年（平成29年） | 130              | [ 5 ]        |
| 2018年（平成30年） | 126              | [ 5 ]        |
| 2019年（令和元年） | 103              | [ 5 ]        |
| 2020年（令和02年） | 73               | [ 5 ]        |
| 2021年（令和03年） | 65               | [ 5 ]        |

## 駅周辺
- 佐久間ダム
- さくま郷土遺産保存館
- 浜松市佐久間協働センター
- 静岡県立浜松湖北高等学校佐久間分校（旧・静岡県立佐久間高等学校）
- 浜松市立佐久間小学校
- 浜松市国民健康保険佐久間病院
- 天竜川
- 静岡県道291号中部天竜停車場線
- 佐久間周波数変換所

## バス路線
「中部天竜駅」バス停
浦川方面や城西方面、上平山方面、西渡などに至る佐久間ふれあいバスのバス路線が発着。最終便及び土曜日は事前予約が必要。日・祝日及び年末年始は運休。
過去
かつては国鉄バスが佐久間ダムまでの路線を運行していたが1964年（昭和39年）3月に廃止、廃止後の代替輸送機関として「共益バス」が、共益株式会社（電源開発（Jパワー）グループ、現・JPビジネスサービス）により1984年頃まで運行されていた。佐久間ダムまでの唯一の公共交通機関が消えたことにより、翌1985年に国鉄の一般周遊券における「周遊指定地」から佐久間ダムが削除されている。周遊指定地が削除となった第1号の事例である。

## 隣の駅
東海旅客鉄道（JR東海）
CD 飯田線
- 特急「伊那路」停車駅

■快速（上りのみ運転）
浦川駅 ← 中部天竜駅 ← 佐久間駅
■普通
下川合駅 - 中部天竜駅 - 佐久間駅